# Józef Mirecki

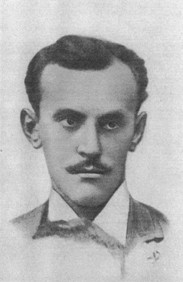
Józef Montwiłł-Mirecki

Józef Anastazy Mirecki, pseudonim „Montwiłł”, „Grzegorz”, „Bronisław”, „Sawicki” (ur. 27 lutego 1879 w Kłonówku, zm. 9 października 1908 w Warszawie) – polski socjalista, jeden z przywódców Organizacji Bojowej Polskiej Partii Socjalistycznej (OB PPS) i członek jej Wydziału Bojowego. Organizator i uczestnik wielu zamachów. Stracony na stokach Cytadeli.

## Dzieciństwo i młodość
Urodził się w zamożnej rodzinie ziemiańskiej, w majątku Kłonówek koło Radomia. Jego ojcem był Teodor Mirecki, wychowanek rosyjskiego korpusu kadetów i oficer armii carskiej, który służbę wojskową odbywał w głębi Rosji, głównie w Saratowie i był rosyjskim lojalistą. Sprawy majątkowo-spadkowe spowodowały jego powrót do Kongresówki. Po sprzedaży rodzinnego majątku Chechły, ożenił się i osiadł w nabytych wspólnie z żoną dobrach Kłonów i Kłonówek. Matka, Franciszka z Gogolewskich, wdowa po hrabim Niesiołowskim, wychowana w głębokim kulcie tradycji powstania styczniowego 1863 roku, wywarła dominujący wpływ na patriotyczne wychowanie syna. W dzieciństwie Józefa dom Mireckich należał do zamożnych. W 1902 Mireccy byli jednak zmuszeni sprzedać majątki na pokrycie długów i odtąd utrzymywali się z zakupionego w Warszawie sklepu tytoniowego.
Od 1888 Józef uczył się w gimnazjum w Radomiu, kończąc szkołę przygotowawczą i cztery klasy gimnazjalne. Już w tym okresie uczestniczył w pracy kółek samokształceniowych założonych przez Kazimierza Kelles-Krauza. W 1896 jako uczeń 5 klasy gimnazjum został wydalony za zatarg z rosyjskim oficerem – nauczycielem gimnastyki – oraz protest przeciwko rusyfikacji. Uniemożliwiało to podjęcie nauki w innych szkołach na terenie zaboru rosyjskiego. Przeprowadził się do Zagłębia Dąbrowskiego, gdzie od października 1896 do lipca 1897 odbywał praktykę ślusarską w Hucie Bankowej w Dąbrowie Górniczej. Następnie wstąpił do szkoły sztygarów w Dąbrowie Górniczej. Nie ukończył szkoły, bowiem pod koniec listopada 1899 został usunięty wraz kolegami za kierowanie akcją w obronie pokrzywdzonego kolegi. Według innej wersji za udział w manifestacji przy grobie robotników, zabitych dwa lata wcześniej w starciu z rosyjskim wojskiem. Rozpoczął pracę jako pomocnik buchaltera w Kopalni „Jan” w Dąbrowie Górniczej.

## Początki działania w PPS
Od 1900 był członkiem PPS. W związku ze swoją działalności był aresztowany, ale udało mu się zbiec w czasie eskortowania. Udał się do Galicji do Borysławia, gdzie wstąpił na wyższy kurs w krajowej szkole górnictwa i wiertnictwa. Po kilku miesiącach zdał egzamin i rozpoczął kopalnianą praktykę w firmie „Mikucki i Perutz” w Borysławiu, gdzie pracował od czerwca do września 1901. Następnie wrócił do Królestwa Polskiego, gdzie rozpoczął służbę wojskową (są sprzeczne relacje czy zgłosił się sam czy został zmobilizowany). Według oceny Pawła Dubera:

Trudno powiedzieć, co skłoniło Mireckiego do powrotu w rodzinne strony. Zdaniem Władysława Pobóg-Malinowskiego przypuszczać musiał, że w Radomiu, gdzie stawał przed komisją poborową, nikt nic nie będzie wiedział o jego działalności w Zagłębiu. Mirecki nie docenił jednak sprawności ochrany, która nie zapomniała o jego działalności w PPS.

Po przydziale do batalionu saperów lejb-gwardii w Petersburgu został aresztowany 2 maja 1902 w związku z działalnością w PPS i osadzony w więzieniu piotrkowskim, a następnie 7 maja 1903 przeniesiony do Radomia. Kilka tygodni później zorganizował w więzieniu demonstrację.
10 maja 1904 został skazany w drodze administracyjnej na wykluczenie z wojska i zesłanie na wschodnią Syberię na okres 6 lat pod jawny dozór policyjny. 19 kwietnia 1904 wyjechał na zesłanie, a po miesiącu znalazł się w guberni ołonieckiej. Po ośmiu miesiącach pobytu na zesłaniu uciekł 16 stycznia 1905. Trzy dni później dostał się do Warszawy, a następnie Galicji.

## W szeregach Organizacji Bojowej PPS

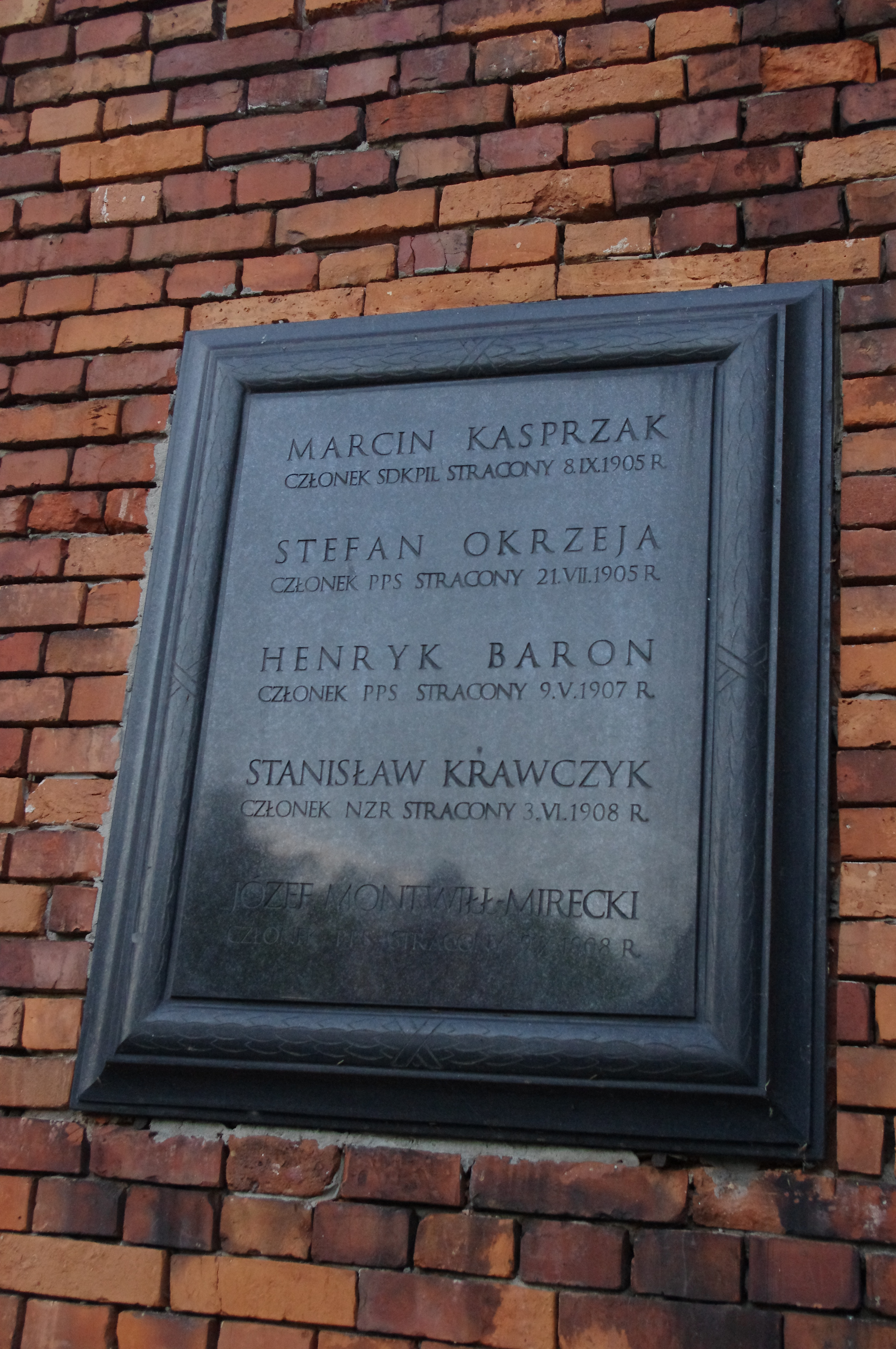
Tablica wmurowana w ścianę Cytadeli Warszawskiej tuż za szczątkami szubienicy, na której w okresie zaborów ginęli bojownicy o wyzwolenie narodowe i przemiany społeczne. Tablica upamiętnia wybitnych działaczy niepodległościowych i robotniczych straconych w Cytadeli podczas rewolucji 1905–1907: Marcina Kasprzaka, Stefana Okrzeje, Henryka Barona, Stanisława Krawczyka i Józefa Mireckiego

Natychmiast przystąpił do nowo utworzonej Organizacji Bojowej PPS (OB PPS). Podczas rewolucji 1905–1907 dowodził wieloma brawurowymi akcjami ekspropriacyjnymi m.in. pod Opatowem (5 sierpnia 1905), gdzie zdobyto 12 tys. rubli. Był członkiem Wydziału Spiskowo-Bojowego PPS. Ponownie wrócił do Warszawy.
20 sierpnia 1905 uczestniczył w konferencji warszawskiej PPS, przy ul. Mokotowskiej 23. Dom, w którym odbywały się obrady konferencji został otoczony przez carską ochranę. „Montwiłł”, ostrzeliwując się, wydostał się na dach. Gdy w magazynku pozostał mu ostatni nabój, przyłożył lufę do głowy, nie chcąc dać się wziąć żywcem. Strzał nie okazał się jednak śmiertelny. Jak pisał historyk Paweł Duber:

Światło na to niezwykłe wydarzenie rzucają wspomnienia adwokata, a w niepodległej Polsce ministra spraw zagranicznych Stanisława Patka, który dobrze znał Mireckiego, gdyż w 1908 roku był jego obrońcą: dach był tak spadzisty, że noga mu się pośliznęła i kula trafiła nie w głowę, lecz w szczękę.

Ranny trafił do Cytadeli, a następnie na Pawiak. W związku z operacją skierowany został do szpitala św. Ducha, skąd uciekł 18 października 1905. Wyjechał do Galicji. Niebawem powrócił do Warszawy, gdzie ponownie uciekł policji w czasie zbrojnego starcia na ul. Mokotowskiej.
26 maja 1906 roku uczestniczył w nieudanej akcji bojowej na jadący do Gostynina furgon pocztowy, oraz w udanym (28 lipca 1906) ataku na pociąg w okolicach Pruszkowa. Wkrótce po tym został kierownikiem okręgu bojowego w Łodzi. Jako szef okręgu zorganizował, mimo zakazu władz PPS, 12 października 1906 akcję pod Rogowem, na wagon pocztowy.
Po rozłamie w PPS w 1906 znalazł się w PPS-Frakcji Rewolucyjnej. W sierpniu 1907 został członkiem Wydziału Bojowego PPS-Frakcji Rewolucyjnej. Organizował kolejne akcje. 7 lipca 1907 zorganizował pod Łapami nieudany napad na pociąg, wiozący oddział znienawidzonego pułku „wołyńców”.
28 listopada 1907 został wydany żandarmom przez prowokatora Charewicza, schwytany wraz z żoną i osadzony na X Pawilonie Cytadeli Warszawskiej. Rok później trzykrotnie sądzony (30 maja, 3 i 4 sierpnia, 6 października), skazany na śmierć, 9 października 1908 został stracony na Cytadeli. Miejsce jego pochówku do dziś pozostaje nieznane.
W liście napisanym przed śmiercią stwierdził:

Śmierć moja, położy wreszcie kres oszczerczym plotkom, że naczelnicy umieją tylko innych wysyłać na śmierć, a sami w ogień nie idą. Po drugie, doda bodźca pozostałym bić się aż do zwycięstwa. Jest u nas w zwyczaju umierać z krzykiem. Krzyków w ogóle nie lubię, jeśli jednak wydać go padnie, to będzie nim jedynie: „Niech żyje Polska niepodległa!

## Rodzina
Józef Mirecki osierocił córkę, której ojcem chrzestnym był Józef Piłsudski. Podpisy pod aktem chrztu złożyli adwokat i obrońca w procesach rewolucjonistów Stanisław Patek i działacz Organizacji Bojowej PPS Czesław Świrski. Jego żoną była Maria, wcześniej zamężna z Marcinem Woyczyńskim, także członkiem Organizacji Bojowej PPS.

## Upamiętnienie

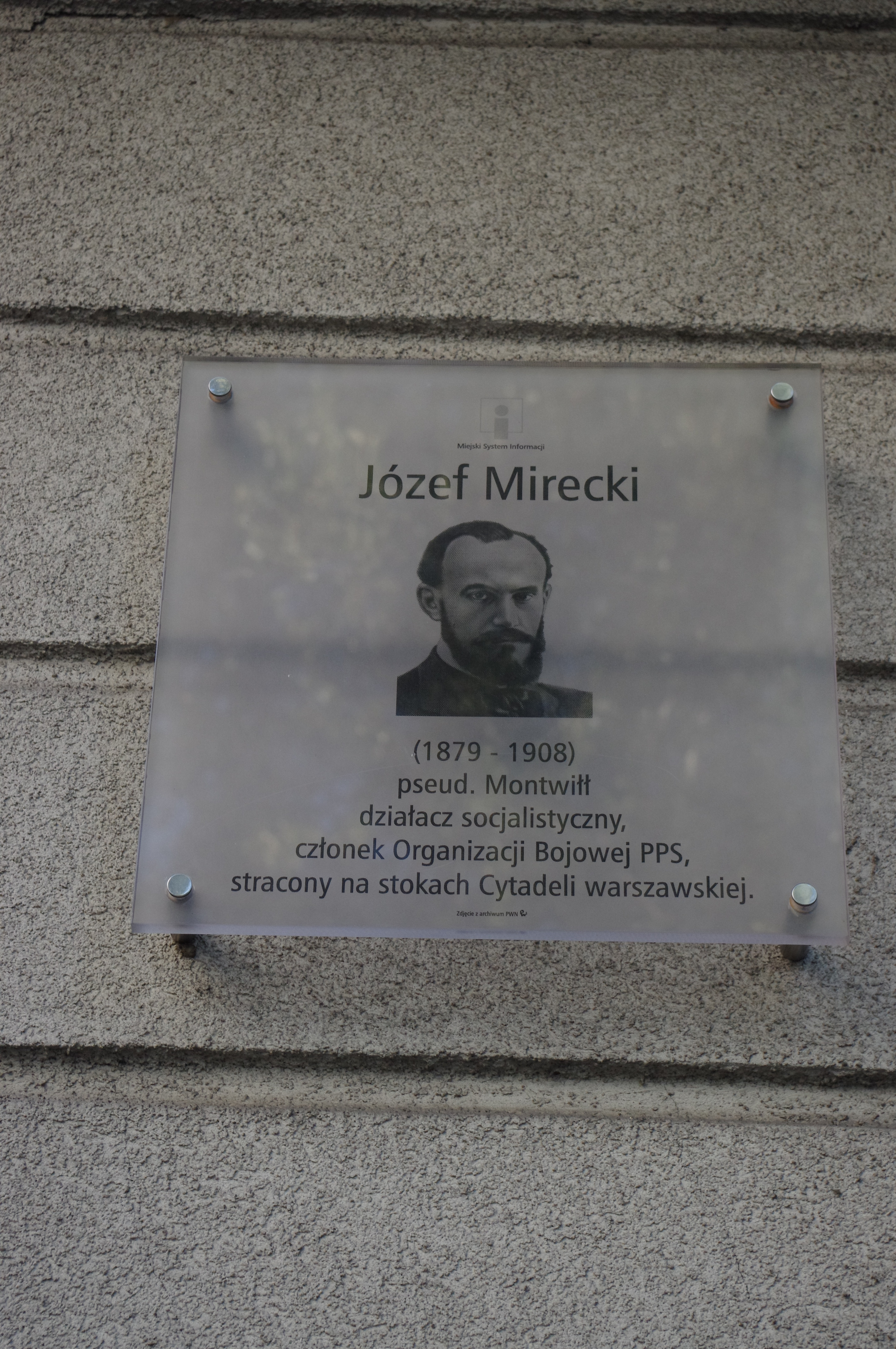
Tablica Miejskiego Systemu Informacji upamiętniająca Józefa Mireckiego „Montwiłła” na ulicy jego imienia na warszawskiej Woli

Wraz ze Stefanem Okrzeją i Henrykiem Baronem stanowi symbol walki Polaków podczas rewolucji 1905-1907 o niepodległość i sprawiedliwość społeczną. Pośmiertnie, 19 grudnia 1930, został odznaczony Krzyżem Niepodległości z Mieczami.
Imię Józefa Mireckiego nosił Batalion Polski im. Józefa Mireckiego w Orle, który był polską jednostką w Armii Czerwonej podczas wojny domowej w Rosji.
W Łodzi imieniem Montwiłła-Mireckiego nazwano wybudowane w latach 1928–1931 nowoczesne osiedle mieszkaniowe. W ścianę budynku przy ul. Srebrzyńskiej 75 wmurowano tablicę pamiątkową poświęconą socjaliście – 15 stycznia 1933. Ulice jego imienia istnieją w: Bielsku-Białej, Dąbrowie Górniczej, Gdyni, Grodzisku Mazowieckim, Koszalinie, Kątach Wrocławskich, Krakowie, Kutnie, Legionowie, Mińsku Mazowieckim, Piotrkowie Trybunalskim, Przemyślu, Radomiu, Siedlcach, Sochaczewie, Szczecinie, Sosnowcu, Tomaszowie Mazowieckim, Toruniu, Warszawie, Żyrardowie, Skierniewicach, Zamościu, Dębnie oraz nieprzerwanie od lat 30. XX wieku w Częstochowie. W Gdańsku do 2002 istniała ulica Montwiłła-Mireckiego, przemianowana przez Radę Miasta na ul. Józefa Zator-Przytockiego.
W 1983 odznaczony został Gwiazdą Wytrwałości.